# Conor Hanratty
Pour les articles homonymes, voir Hanratty.
Conor Hanratty, né le 11 juillet 1981 à Dublin en Irlande, est un dramaturge et directeur de théâtre. Il a fait ses études au Trinity College de Dublin, à l'Université de Trinité de Dublin et au Royal Holloway, Université de Londres avant de recevoir une bourse du gouvernement japonais pour étudier à l'université Waseda à Tokyo.

## Biographie
Il a gagné "Meilleure production" et "Meilleure production technique" pour sa production de sa propre traduction de Médée d'Euripide aux récompenses d'ISDA à Limerick, Irlande en mars 2002. La traduction a été également attribuée au "Mullins Classical Exhibition" en 2001.
La production de Hanratty des Bacchantes a été créée (là encore, nouvellement traduite) pour le festival du "Début 02" au Centre Samuel Beckett à Dublin, en novembre/décembre 2003. Il a continué son travail sur le théâtre grec pendant un MA à Royal Holloway en 2004, quand il a créé et écrit une nouvelle version des Troyennes d'Euripide, "Troy Tombé", travaillant avec des artistes grecs, chypriotes et américains.
Il dirigera "Arcadia" de Tom Stoppard à Tokyo en octobre 2005.
Le centre principal des recherches universitaires de Hanratty a été sur le théâtre de Yukio Ninagawa. Sa thèse de MA était Œdipe roi : théâtre classique de Ninagawa pour une assistance post moderne et il a donné des papiers sur le maître-directeur japonais à Egham, Dublin, Toronto, Épidaure, Prague, Helsinki et Tokyo.
Chaque année, Hanratty fréquente également le cours d'été intensif du Réseau européen pour la recherche et la documentation du Théâtre grec antique, à Épidaure, en Grèce.